# ニコール・サクラ
ニコール・サクラ（Nichole Sakura, 本名：Nichole Sakura O'Connor、1989年12月15日 - ）はアメリカの女優、モデル。ドラマ『Superstore』でのシャイアン役としてよく知られている。

## 来歴
サンフランシスコ・ベイエリア生まれ。日本人の母親と、アイルランド人の父親の元に生まれた。幼い頃からキャラクターのものまねなどが好きな子供だったという。14歳の時、キャリアをスタートさせるために両親に懇願してロサンゼルスに移り住んだ。南カリフォルニア大学に進学し、演劇を専攻。3年で卒業した。

## キャリア
2010年に短編映画に主演したことでキャリアをスタートさせた。翌年も短編映画に出演。2012年に『Project X』に出演したことで認知度を広めた。
また同年、映画『Model Minority』に主演。この映画はサクラメント映画祭、ロンドンインディペンデント映画祭、ロサンゼルスアジア太平洋映画祭、ラスベガス映画祭で賞を受賞。ブルーム自身も第28回ロサンゼルスアジア太平洋映画祭最優秀新人女優賞で特別審査員賞を受賞した。
2015年からは、NBCのコメディドラマ『Superstore』にメインキャストのシャイアン役で出演。ファーストシーズンでは17歳で妊婦の従業員を演じた。
2020年8月、芸名をニコール・ブルームからニコール・サクラに変更することを自身のInstagramにて発表。日本とのハーフであることで、アメリカではアジア人としても白人としても中途半端で役を得る機会が減ることを考慮し、ブルーム(花の意)の名を付けていたが、キャリアを重ねるにつれ、自身のルーツを受け入れる重要性を感じ、本名のサクラと改名した。また、元々幼い頃から家族にはサクラと呼ばれていたこと、学校にはお弁当箱を持参していたこと、名古屋の親戚を訪れることなどが大好きであったと明かしている。

## 主な出演作品

### 映画
| 年     | タイトル                   | 役                 | 注記     |
| ------ | -------------------------- | ------------------ | -------- |
| 2010年 | Everyday                   | ニコール・オコナー | 短編映画 |
| 2011年 | Carpool                    | レイチェル-        | 短編映画 |
| 2012年 | Project X                  | JBの彼女           |          |
| 2012年 | Model Minority             | カイラ・タナカ     |          |
| 2013年 | Full Circle by Justin Chon | ニコール           | 短編映画 |
| 2015年 | Man Up                     | カイラ             |          |
| 2016年 | Teenage Cocktail           | アニー・フェントン | 主演     |
| 2017年 | Lazer Team 2               | マギー・ウィットン |          |

### テレビ
| 年            | タイトル                      | 役                                                 | 注記           |
| ------------- | ----------------------------- | -------------------------------------------------- | -------------- |
| 2014年        | Teen Wolf                     | リンコ                                             | 2話            |
| 2014年        | Grey's Anatomy                | リーン                                             | 1話            |
| 2014年-2016年 | シェイムレス 俺たちに恥はない | アマンダ                                           | 17話           |
| 2015年–現在   | Superstore                    | シャイアン                                         | メインキャスト |
| 2017年–現在   | OK K.O.! Let's Be Heroes      | カーラ、ペペリーナ、ナニーニ、ゲッキー、ボボ（声） |                |

### ゲーム
| 年   | タイトル   | 役       | 注記                         |
| ---- | ---------- | -------- | ---------------------------- |
| 2015 | Until Dawn | エミリー | モーションキャプチャも演じた |